# Robert Wexler

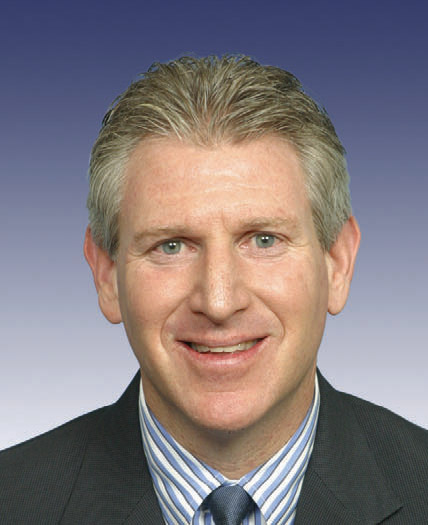
Robert Wexler

Robert Wexler (* 2. Januar 1961 in New York City) ist ein US-amerikanischer Politiker. Zwischen 1997 und 2010 vertrat er den Bundesstaat Florida im US-Repräsentantenhaus.

## Werdegang
Robert Wexler besuchte die Hollywood Hills High School in Florida und studierte danach bis 1982 an der University of Florida in Gainesville. Nach einem anschließenden Jurastudium an der George Washington University in Washington, D.C. und seiner im Jahr 1985 erfolgten Zulassung als Rechtsanwalt begann er in seinem neuen Beruf zu arbeiten. Gleichzeitig schlug er als Mitglied der Demokratischen Partei eine politische Laufbahn ein. Zwischen 1990 und 1996 saß er im Senat von Florida.
Bei den Kongresswahlen des Jahres 1996 wurde Wexler im 19. Wahlbezirk von Florida in das US-Repräsentantenhaus in Washington gewählt, wo er am 3. Januar 1997 die Nachfolge von Harry A. Johnston antrat. Nach sechs Wiederwahlen konnte er bis zu seinem Rücktritt am 4. Januar 2010 im Kongress verbleiben. Dort war er Mitglied im Auswärtigen Ausschuss und im Justizausschuss sowie in einigen Unterausschüssen. In Wexlers Zeit als Kongressabgeordneter fielen die Terroranschläge am 11. September 2001 und der Irakkrieg. Wexler war ein Gegner der Politik der Bundesregierung unter George W. Bush. Im Kongress strebte er erfolglos die Einleitung eines Amtsenthebungsverfahren gegen den Präsidenten an. Als Mitglied des Congressional Progressive Caucus gehörte er innerhalb seiner Fraktion dem linksliberalen Flügel an.
Nach seinem Rücktritt wurde Wexler Präsident des Center for Middle East Peace, einer Organisation, die einen Frieden im Nahen Osten auszuhandeln versucht. Mit seiner Frau Laurie hat Robert Wexler drei Kinder.